# Ponikovski kras
Ponikovski kras je manjša kraška planota, ki se nahaja severno od naselja Žalec, na nadmorski višini med 470 in 570 m. Ime je dobilo po naselju Ponikva pri Žalcu, ki se nahaja v osrednjem delu planote. Območje na zahodu meji na reko Savinjo in Goro Oljko, kjer začne potekati tudi severna razmejitvena črta in poteka preko naselij Arnače, Topolovec in Jezeričan. Južna razmejitvena črta poteka preko naselij Velika Pirešica, Založe in Polzela, vzhodna pa po dolini potoka Pirešica.
Ponikovski kras obsega površino okrog 40 km2 in ima značilnosti osamelega in plitvega krasa, ker je le malo dvignjen nad reko Savinjo, ki predstavlja erozijsko osnovo. Planoto režejo številne ozke doline, po katerih tečejo potoki Peklenščica, Ponikvica, Kalski potok, idr. Vsi tečejo v smeri od severa proti jugu. Na območju so kraški pojavi, vrtače, požiralniki oz. ponikalnice in kraške jame, med katerimi je najbolj znana jama Pekel, ki je edina turistična jama na Ponikovskem krasu, manj znane so še Steska jama (tudi Tajna hiša), Bezgečeva jama (tudi Kamnita hiša) in jama Rupe. Lokalne kamnine predstavljajo predvsem triasni apnenci (dachsteinski) in dolomiti.
Ponikovski kras je od leta 1998 zavarovan kot krajinski park.
Seznam geomorfoloških, hidroloških in botaničnih naravnih znamenitosti, kot jih navaja državni odlok:
- Krvavica – geomorfološki površinski in podzemeljski ter botanični naravni spomenik
- Potok Ponikvica s kraško jamo Pekel – hidrološko-geomorfološki naravni spomenik:
  - Izvir Ponikvice (do požiralnikov) - površinski hidrološki naravni spomenik
  - Požiralniki v Lokah - površinski hidrološko-geomorfološki naravni spomenik
  - Jama Pekel z dolino Peklenščice - podzemeljski geomorfološko-hidrološki naravni spomenik
- Jama Škadovnica - podzemeljski geomorfološki naravni spomenik
- Jama Vetrnica - podzemeljski geomorfološko-hidrološki naravni spomenik
- Podgrajska jama (Podgreška jama) - podzemeljski geomorfološko-hidrološki naravni spomenik
- Kamnita hiša ali Bezgečeva jama - podzemeljski geomorfološko-hidrološki naravni spomenik
- Tajna jama - podzemeljski geomorfološko-hidrološki naravni spomenik